# علي الأكبر
علي بن الحسين بن علي بن أبي طالب المعروف بـعلي الأكبر، والده الحسين بن علي، أبصر النور في المدينة المنورة سنة 33 هـ هـ، وكان شبيهًا بجده الرسول محمد. وهو أوّل شهيد –حسب بعض المصادر التاريخية- من بني هاشم، سقط شهيدًا يوم عاشوراء، ودفن إلى جوار أبيه الحسين بن علي في كربلاء.

## لقبه وكنيته
ذكرت المصادر التاريخية التي ترجمت له أنّه لقب بالأكبر وكني بأبي الحسن.

## نسبه
علي الأكبر بن الحسين بن علي بن أبي طالب بن عبد المطلب بن هاشم، أمّه ليلى بنت أبي مرّة.

## ولادته ووفاته
ولد علي الأكبر في الحادي عشر من شعبان سنة 33 هجرية في المدينة المنورة وكانت شهادته مع أبيه الحسين وجُمع ٍ من الشباب الهاشميين في العاشر من المحرّم سنة 61هجرية. ودفن بجوار أبيه الحسين في الموضع المعروف بمدينة كربلاء، وقد ترجم له علماء الأنساب تحت عنوان الأكبر.
وذهب بعض علماء الإمامية إلى القول بأنّه أصغر من أخيه السجاد. إلا أن العلامة التستري انتقد هذا الرأي وسجّل مجموعة من الاعتراضات عليه.

## زواجه وأولاده
يظهر من متن الزيارة التي جاء فيها: «صلى الله عليك وعلى عترتك وأهل بيتك وآبائك وأبنائك» أنّه كان متزوجاً وله ذرية وأبناء. ويشهد لذلك ما ورد في زيارته المروية عن أبي حمزة الثمالي عن الإمام الصادق أنّه قال له: «ضع خدّك على القبر وقل: صلى اللّه عليك يا أبا الحسن». وذهب بعض علماء الأنساب والمحققين إلى نفي ذلك وقالوا في ترجمة الإمام علي بن الحسين السجّاد: ولعلي بن الحسين هذا العقب من ولد حسين وهو علي الأصغر ابن الحسين. وأما علي الأكبر ابن حسين فقتل مع أبيه بكربلاء وليس له عقب.

## صفاته
كان من أصبح الناس وجهاً، وأحسنهم خُلُقاً وكان أشبه الناس خَلقاً وخٌلقاً بجده رسول الله محمد حيث قال الحسين حينما برز علي الأكبر في معركة كربلاء: «اللّهُمّ اشهد، فقد برز إليهم غُلامٌ أشبهُ النّاس خَلقاً وخُلقاً ومَنطِقاً برسولك. و كنّا إذا اشتقنا إلى وجه رسولك نظرنا إلى وجهه.»

## شجاعته
لمّا ارتحل الحسين بن علي من قصر بني مقاتل، خفق وهو على ظهر فرسه خفقة، ثمّ انتبه وهو يقول: «إنّا للهِ وإنّا إليهِ راجِعُون، والحمدُ للهِ رَبِّ العَالَمين»، كرّرها مرّتين أو ثلاثاً.
فقال علي الأكبر: «ممّ حمدتَ الله واسترجَعت»؟.
فأجابه: «يا بُنَي، إنِّي خفقتُ خفقة فعنّ لي فارس على فرس وهو يقول: القوم يسيرون والمنايا تسير إليهم، فعلمت أنّها أنفسنا نُعِيت إلينا».
فقال علي الأكبر: «يا أبتَ، ألَسنا على الحق»؟ فقال: «بلى، والذي إليه مَرجِع العباد».
فقال علي الأكبر: «إذاً لا نبالي أوقعنا على الموت أو وقع الموتُ علينا»، فأجابه الإمام الحسين: «جَزَاك اللهُ مِن وَلدٍ خَير مَا جَزَى وَلَداً عن والِدِه»

## موقفه في يومعاشوراء(واقعة الطف)
روي أنّه لم يبقَ مع الحسين يوم عاشوراء إلاّ أهل بيته وخاصّته.
فتقدّم علي الأكبر، وكان على فرس له يُدعى الجناح، فاستأذن أباه في القتال فأذن له، ثمّ نظر إليه نظرة آيِسٍ منه، وأرخى عينيه، فبكى ثمّ قال: «اللّهُمّ كُنْ أنتَ الشهيد عَليهم، فَقد بَرَز إليهم غُلامٌ أشبهُ النّاس خَلقاً وخُلقاً ومَنطِقاً برسولك».
فبرز علي الأكبر نحو المعركة شاهراً سيفه قائلاً:
فلم يزل يقاتل حتى ضجّ أهل الكوفة لكثرة من قتل منهم، حتى أنه روي أنه على عطشه قتل 120 رجلاً!
ثمّ رجع إلى أبيه الحُسين فقال: «يا أبتاه العطش»!!.
فيقول له الحسين: «إصبِرْ حَبيبي، فإنّك لا تُمسِي حتّى يَسقيك رسولُ الله بكأسه».
ففعل ذلك مراراً، فرآه منقذ العبدي وهو يشدُّ على الناس، فاعترضه وطعنه فصُرِع، واحتواه القوم فقطّعوهُ بسيوفهم.
فجاء الحسين حتّى وقف عليه، وقال: «قَتَلَ اللهُ قوماً قتلوك يا بُنَي، ما أجرأهُم على الرحمن، وعلى انتهاك حرمة الرسول».
وانهملت عيناه بالدموع، ثمّ قال: «عَلى الدُّنيا بَعدَك العفا».
وقال لفتيانه: «احملُوا أخَاكُم»، فحملوه من مصرعه ذلك، ثمّ جاء به حتّى وضعه بين يدي فسطَاطه.

## رجزه يوم عاشوراء
بعد أن ردّ علي الأكبر على القوم أمانهم الذي عرضوه عليه شدّ عليهم وهو يرتجز معرفا بنفسه القدسية وغايته السامية:
وكان كلمّا برز إرتجز بذلك الشعار.

## تاريخ مقتله وعمره
قُتل مع والده وأصحابه يوم 10 من شهر محرم في واقعة الطف التي وقعت في كربلاء سنة 61 للهجرة، ودُفِن مع القتلى ممّا يلي رجلي أبيه الحسين.
قيل أن عمره كان 19 عند وفاته، وفي رواية أخرى أن عمره كان 25 سنة، ويترجّح القول الثاني لما روي أنّ عمر أخيه زين العابدين يوم الطف كان 23 سنة، وعلي الأكبر أكبر سنّاً منه. فالعمر الصحيح المتوقع له طبقاً لتاريخ مولده الذي كان سنه 33 للهجرة وتاريخ واقعة الطف 61 للهجره فعمره كان ما بين 28 و 27 سنة.